# Marquesat de Montferrat

El Marquesat de Montferrat (en vermell) a la fi del.

El  Marquesat de Montferrat  va ser un estat del nord-oest d'Itàlia. Durant tota l'edat mitjana va ser un marquesat del Sacre Imperi, i només amb la dominació espanyola va adquirir el títol de ducat, quan l'emperador Maximilià II va ascendir al marquesat a la categoria de ducat que va concedir a l'aleshores marquès Guillem I Gonzaga, duc de Màntua el 1574. El Ducat de Montferrat es va extingir el 1708 quan Víctor Amadeu II de Savoia el va incorporar al seu regne.

## Història
El Marquesat de Montferrat va néixer com una marca de la frontera nord-occidental del Regne d'Itàlia. El 961 l'emperador Otó I va decidir reestructurar la frontera amb França i va dividir la Marca d'Ivrea en diversos marquesats. Per aquest motiu, Otó I va crear la marca de Ligúria Occidental o Marca Aleràmica, ja que el seu destinatari va ser el noble Aleram, que ja tenia des del 958 el títol de marquès. A més de la marca de Ligúria Occidental, es van crear a partir de la marca d'Ivrea altres dues marques: la Marca de Ligúria oriental, que va ser lliurada al comte Obert (la marca Obertenga o dels Obertenghi) i que amb el temps va derivar en el Ducat de Milà i en la República de Gènova; i la Marca de Torí (nucli del futur Ducat de Savoia) lliurada al comte Arduí Glaber.
Els descendents d'Aleram són relativament desconeguts, ja que no es disposa de documents antics escrits sobre ells. Aquest obscurantisme canvia amb Renyer o Rainier. Guillem V, fill de Rainier (Renyer), es va casar amb una germana de Conrad III i això va fer augmentar considerablement el prestigi de la família. Guillem es va involucrar en la política italiana de Conrad III, mostrant-se com un actiu líder gibel·lí, i també va estar relacionat amb l'emperador romà d'Orient Manuel I Comnè. Guillem V va participar al costat dels seus fills en les croades. Bonifaci de Montferrat va ser el líder de l'Quarta Croada i va fundar el Regne de Tessalònica. Aquest regne va ser heretat per un fill "grec" de Bonifaci, Demetri. Des de llavors, els marquesos de Montferrat van intentar recuperar aquest regne per als seus dominis, però mai ho aconseguiren.
Al segle xiii, Montferrat va estar dividit entre els partits güelf i gibel·lí, durant els regnats de Bonifaci II i Guillem VII de Montferrat. Van haver de superar llargs anys de guerres contra l'independentisme de les ciutats d'Asti i Alessandria. Amb aquestes lluites, els marquesos de Montferrat es van convertir en la referència d'una nova Lliga Llombarda forjada per lluitar contra la propagació de la influència angevina al nord d'Itàlia. La capital de Montferrat en aquella època era Chivasso, al centre dels territoris del marquesat.
El 1305, va morir l'últim marquès de Montferrat de la família Aleramici, Joan I de Montferrat i va recollir la successió el fill de la seva germana, Teodor, fill de l'emperador romà d'Orient Andrònic II Paleòleg. La nova dinastia Paleòleg es van mantenir en el poder del marquesat fins al 1533. Aquell any, Montferrat va ser ocupat pels terços espanyols, però l'emperador Carles V va reconèixer la successió a Margarida Paleòloga i al seu marit Frederic II Gonzaga, ja que ella era neboda del darrer marquès que havia mort sense fills. Ferran era duc de Màntua i això va fer que el Marquesat de Montferrat passés a formar part del Ducat de Màntua fins que el 1574, el marquesat va ser elevat a la dignitat de ducat. En els darrers anys el marquesat s'havia transformat profundament, va passar de ser un més del conglomerat d'estats feudals fronterers a ser un petit estat del renaixement italià, dividit en dos territoris separats.
El 1708, durant la guerra de successió espanyola, el Ducat de Montferrat va ser envaït per Víctor Amadeu II de Savoia i restà annexionat definitivament als seus territoris.

## Governants de Montferrat

### Dinastia Aleramici
- Aleram (933 - 991)
  -  Guillem II, fill i comarquès
- Otó I (991 - 991), fill
- Guillem III (991-abans del 1042), fill
- Otó II (abans del 1042 - 1084), fill
  -  Enric (mort el 1045), germà i comarquès
- Guillem IV (1084 - 1100), fill
- Renyer o Rainier (1100 - 1136), fill
- Guillem V (1136 - 1191), fill
- Conrad (1191 - 1192), fill
- Bonifaci I (1192 - 1207), germà
- Guillem VI (1207 - 1225), fill
- Bonifaci II (1225 - 1253), fill
- Guillem VII (1253 - 1292), fill
- Joan I (1292 - 1305), fill

### Dinastia dels Paleòlegs
- Teodor I (1306 - 1338), nebot de Joan I
- Joan II (1338 - 1372), fill
- Otó III (1372 - 1378), fill
- Joan III (1378 - 1381), germà
- Teodor II (1381 - 1418), germà
- Joan Jaume (1418 - 1445), fill
- Joan IV (1445 - 1464), fill
- Guillem VIII (1464 - 1483), germà
- Bonifaci III (1483 - 1494), germà
- Guillem IX (1494 - 1518), fill
- Bonifaci IV (1518 - 1530), fill, sota la regència de la seva mare Ana d'Alençon
- Joan Jordi (1530 - 1533), oncle
  -  Ocupació espanyola fins a 1536.

### Dinastia Gonzaga

Escut de Montferrat, de la dinastia Gonzaga.

- Frederic II Gonzaga (1536 - 1540), duc de Màntua, casat amb Margarida Paleòloga, filla de Guillem IX.
- Francesc III Gonzaga (1540 - 1550), duc de Màntua, fill de Frederic II.
- Guillem I Gonzaga (1550 - 1587), duc de Màntua, fill de Frederic II i, des del 1574, duc de Montferrat com  Guillem X .
- Vicenç I Gonzaga (1587 - 1612), duc de Màntua i Montferrat, fill de Guillem X.
- Francesc IV Gonzaga (1612), fill de Vicenç I
- Ferran I Gonzaga (1612 - 26), fill de Vicenç I
- Vicenç II Gonzaga (1626 - 27), fill de Vicenç I
  -  Guerra de Successió de Màntua  (1627 - 1631) - una part va ser perduda a favor del Ducat de Savoia
- Carles I, anomenat "de Nevers", duc de Montferrat (1627 - 1637), de Màntua i Nevers, fill de Lluís Gonzaga-Nevers, fill al seu torn de Frederic II Gonzaga.
- Carles II Gonzaga-Nevers (1637 - 1665), també duc de Nevers fins al 1659; net de Carles I, la seva mare, Maria Gonzaga va actuar com a regent fins a la seva majoria d'edat.
- Ferran Carles (Carles III) (1665 - 1708), duc de Màntua, fill de Carles II.